# 竹田朱里
竹田 朱里（たけだ あかり）は、日本の女優。千葉県出身。サンオフィス所属。
2017年 湘南ベルマーレの「ベルマーレクイーン」に選ばれる。

## 人物
身長164cm、血液型はO型。
趣味は読書、海外ドラマ鑑賞。特技はピアノ、英会話、競技ダンス。
2017年の「ベルマーレクイーン」として、スタジアムやイベント会場などでの広報活動を1年間行った。

## 出演

### 舞台
- ありがとうの詩（2017年4月） - 天道さおり役
- 白と黒の忘年会（2019年11月） - 高岡日菜乃役

### テレビドラマ
- 派遣社員ひよこ（2017年05月 チバテレビ） - 主演・護国寺ひよこ役

### ラジオ番組
- ベルマーレクイーン竹田朱里の湘南トーキング（2017年 FM湘南ナパサ）

### CM
- MELDIAグループ三栄建築設計（2019年）